# 서산야구장
서산야구장(Seosan Baseball Training Center)은 충청남도 서산시 성연면에 있는 야구장이다. 한화 이글스의 퓨처스팀·3군 홈 구장 및 구단 전용 훈련장인데 빙그레 시절에는 창원에 전용연습장이 개장(1988년)되기도 했다.
2012년 11월 주 경기장과 내야 연습장이 완공되어 선수들의 훈련 및 경기가 가능하며 클럽 하우스는 2013년경 완공되었다.
주 경기장에 라이트 시설이 설치되어 있어 야간 훈련이 가능하다. 이후 추가 조명을 설치하여 야간 경기도 가능하게 되었다.
총 2개의 보조구장(내야 연습장)이 존재하는데 천연 잔디 형식의 제1 보조구장, 인조잔디 형식의 제2 보조구장으로 구성되어 있다.
선수 라인업과 투수의 투구수, 볼 스피드를 알 수 있는 전자 전광판이 설치되어 있다.
2017년 하반기 경 구장 시설 확충이 결정되었다. 기존 구장 옆에 정규 규격 그라운드 1면 및 보조연습장 확충 공사를 진행한다.
2018년 7월 16일 제2구장 준공식이 진행되었다.